# 胡遵理

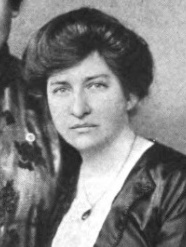
1920年的胡遵理

胡遵理（1874年—1951年11月29日），原名珍妮·V·休斯（Jennie V. Hughes），美国基督教女传教士，和中国女医生石美玉一同创立了伯特利教会。
1874年，胡遵理出生于美國新澤西州的传教士家庭。1905年受美以美會派遣，前往中國江西省南昌传教。次年发生南昌教案，胡遵理逃离南昌，到九江任諾立女書院校長。1920年，她与留美回国的中国女医生石美玉脱离信仰已经转变成为“现代派”的美以美会，从九江来到上海，在南市制造局路639号创立了伯特利教会和伯特利医院（今上海市第九医院），以后又陆续增设伯特利中学、伯特利神学院、伯特利孤儿院。1930年代，曾经每年组成全国巡回布道团，成员中著名的有宋尚节和计志文，影响很大。
1937年，淞沪会战爆发，伯特利神学院迁往香港九龙嘉林边道，医院迁往上海法租界内的白赛仲路（今复兴西路），胡遵理和石美玉则赴美國退休定居。1951年11月29日，胡遵理在美國去世，享年77岁。